# Uczeń wojownika
Uczeń wojownika (tyt. oryg. The Warrior’s Apprentice) – powieść amerykańskiej pisarki Lois McMaster Bujold, trzecia w Sadze Vorkosiganów.

## Fabuła
Po nieudanym egzaminie wstępnym do Imperialnej Akademii Wojskowej Miles jedzie odwiedzić swoją babkę w Kolonii Beta. Towarzyszy mu nieodłączny stróż – sierżant Bothari oraz jego córka, niespełniona miłość Milesa – Elena. Już na lotnisku wplątują się w niezwykle skomplikowaną aferę, która kończy się przejęciem przez Milesa najemnej floty statków kosmicznych i nadaniem sobie samozwańczego stopnia admirała. Niestety, zabiegi Milesa powodują, że wrogie wobec jego ojca stronnictwo na Barrayarze oskarża go o zdradę stanu. Na szczęście sprawa kończy się szczęśliwie, a Najemnicy Dendarii zostają podporządkowani bezpośrednio cesarzowi Barrayaru. W trakcie zamieszania w czasie przejmowania floty ginie sierżant Bothari.